# Dermbach
Dermbach è un comune di 7 153 abitanti della Turingia, in Germania.

## Storia
Il 1º gennaio 1957 vennero aggregati al comune di Dermbach quelli di Glattbach, Lindenau e Mebritz; il 1º giugno 1973 quello di Bernshausen; il 1º gennaio 1974 quelli di Oberalba e Unteralba.
Il 1º gennaio 2019 vennero aggregati al comune di Dermbach la città di Stadtlengsfeld e i comuni di Brunnhartshausen, Diedorf/Rhön, Neidhartshausen, Urnshausen e Zella. Sempre in tale data il comune di Dermbach assunse il ruolo di "comune sussidiario" (Erfüllende Gemeinde) nei confronti dei comuni di Empfertshausen, Oechsen, Weilar e Wiesenthal.